# Серкас, Хавьер
Хавье́р Се́ркас Ме́на (исп. Javier Cercas Mena; 1962, Ибаэрнандо, провинция Касерес) — испанский писатель, переводчик, журналист.

## Биография
Сын деревенского ветеринара. В 1966 году семья переехала в Жирону. В 14 лет прочитал Борхеса, решил стать писателем. В[1985 году окончил филологический факультет Автономного Барселонского Университета, а позже защитил докторскую диссертацию в Барселонском университете. Преподавал в университете Иллинойса, с 1989 года преподает в университете Жироны.

## Творчество
Наиболее известен роман Серкаса о Гражданской войне «Солдаты Саламина» (2001), получивший самую высокую оценку М. Варгаса Льосы, Дж. М. Кутзее, С. Зонтаг и переведенный на более чем 20 языков, в 2003 году по нему снял фильм Давид Труэба (премия «Гойя»). В романе — как его эпизодах из прошлого, так и в рассказе о настоящем, участвуют персонажи как воображаемые, так и реальные. Среди последних — идеолог и пропагандист испанской Фаланги, один из авторов её гимна Рафаэль Санчес Масас, его сын, писатель-антифашист Чичо Санчес Ферлосио, поэт и прозаик Роберто Боланьо, сам Хавьер Серкас и др. Эти черты поэтики сохраняются в романе Серкаса о войне во Вьетнаме «Со скоростью света» (2005), также опубликованном уже на нескольких языках.
Серкас переводит прозу с английского (Г. Д.Уэллс) и каталанского (Сержи Памиес, Ким Монзо).

## Книги

### Проза
- El vientre de la ballena/ В чреве кита, роман (1997)
- Soldados de Salamina/ Солдаты Саламина, роман (2001, экранизирован; премия «Саламбо», премия Гринцане Кавур, премия «Индепендент» за переводную прозу  и др.)
- El inquilino/ Квартирант, роман (2002)
- El móvil/ Двигатель, новеллы (2003)
- La velocidad de la luz/ Со скоростью света, роман (2005)
- Anatomía de un instante/ Анатомия мгновения, роман-эссе (2009, премия Монделло иностранному автору)
- Las leyes de la frontera/ Законы границы (2012; Средиземноморская премия иностранному автору, Франция, 2014)

### Эссе
- La obra literaria de Gonzalo Suárez/ Литературное творчество Гонсало Суареса (1993)
- Una buena temporada/ Хорошая пора (1998)
- Relatos reales/Подлинные рассказы (2000)
- La verdad de Agamenón/Правда по Агамемнону (2006)

### Публикации на русском языке
- В чреве кита. М.: АСТ, 2005
- Законы границы. М.: АСТ, 2016